# Dommartin (Pas-de-Calais)
Dommartin is een voormalige gemeente in het Franse departement Pas-de-Calais. Dommartin ligt in het zuiden van het departement, net ten noorden van de grensrivier Authie. Het grondgebied van de gemeente omvatte de Abdij van Dommartin, in het zuidwesten, en vormde dan een boog van zo'n 10 kilometer in noordelijke en oostelijke richting om het grondgebied van de gemeenten Tortefontaine en Mouriez heen. In dit landelijk noordelijke deel liggen de gehuchten Saint-Josse-au-Bois, Lambus, Petit Lambus, Bamières en Rachinette.

## Geschiedenis

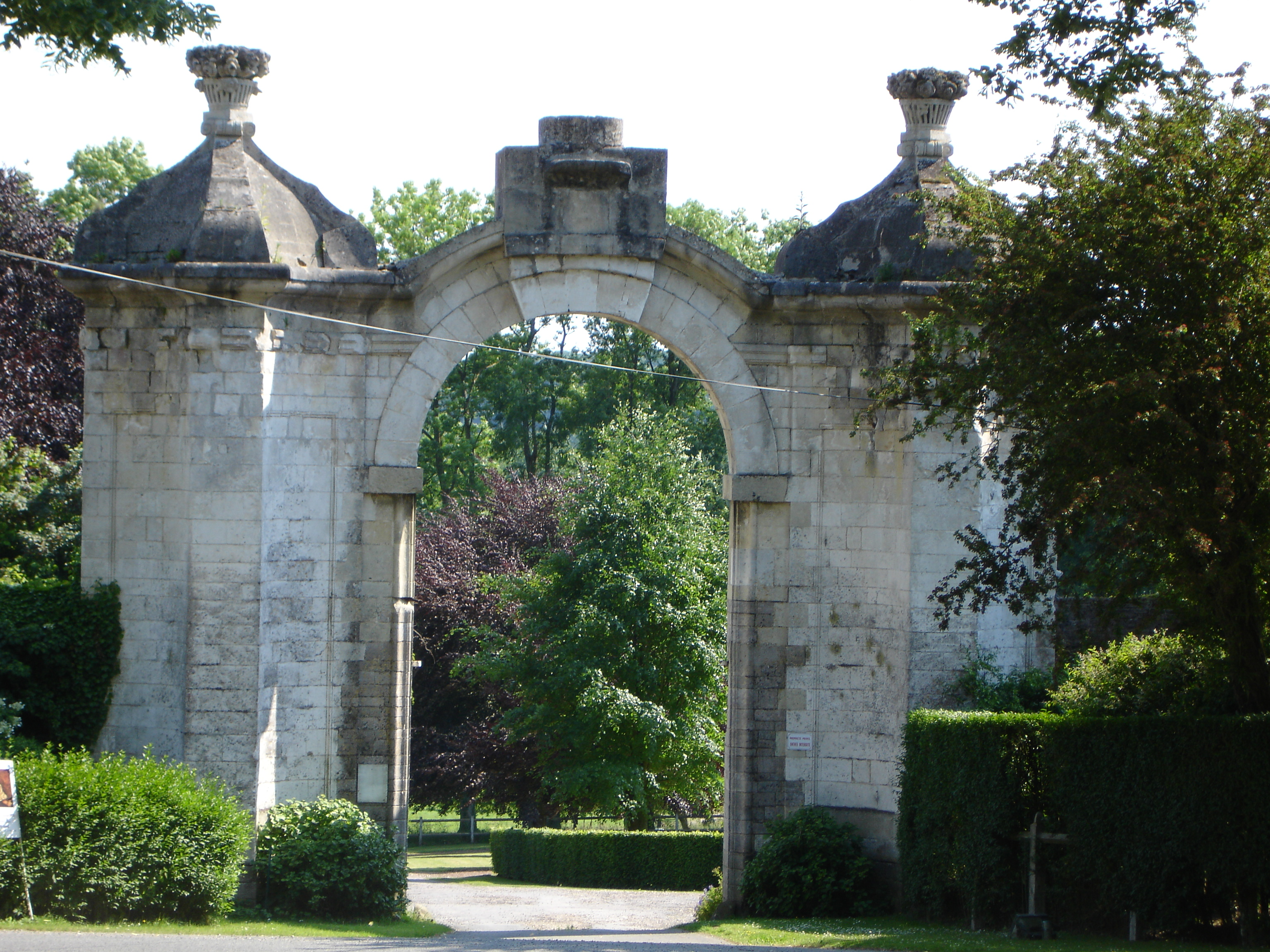
Abdijpoort

In het bosrijk gebied zou in de 7de eeuw de heilige Judocus (Frans: Saint-Josse) zich een tijdje als kluizenaar hebben gevestigd. Eeuwen later vestigden zich hier andere kluizenaars in Saint-Josse-au-Bois. Na de komst van Milo van Sélincourt, de latere bisschop van Terwaan Milo I, evolueerde de kluizenaarsgemeenschap in het begin van de jaren 1120 naar een premonstratenzersorde. Milo werd de eerste abt. Onder zijn opvolger, Adam, ging de abdij op zoek naar een nieuwe locatie. Men verkreeg van Eustache Collet, heer van Beaurain, in 1153 het leen Dommartin op de noordelijke hellingen van de vallei van de Authie, zo'n drie kilometer ten zuiden van Saint-Josse-au-Bois. Daar werden nieuwe abdijgebouwen opgetrokken. Men kreeg in 1159 de bescherming van de graaf van Ponthieu en rond 1161 vestigde de gemeenschap zich in de nieuwe abdij.
Uit de abdij ontstonden verschillende andere abdijen. De abdij van Dommartin kende de volgende eeuwen een bloei en verwierf een groot domein. In de 16de en 17de eeuw werd de abdij meermaals vernield en herbouwd.
Bij de Franse Revolutie werd de abdij in 1791 verkocht als nationaal goed. In 1792 werd ze geplunderd en werd de bibliotheek vernield en in 1793 werd de abdijkerk verwoest.
Bij de oprichting van de gemeenten werd Dommartin met zijn uitgestrekt grondgebied een gemeente. De gemeente werd in 1834 opgeheven en het grondgebied werd verdeeld over de gemeenten Tortefontaine, Mouriez en Raye-sur-Authie. De oude abdijsite van Dommartin en het gehucht Saint-Josse-au-Bois werden bij Tortefontaine ondergebracht. De gehuchten Lambus, Petit Lambus, Bamières en Rachinette werd bij Mouriez gevoegd.

## Bezienswaardigheden
- De resten van de Abdij van Dommartin werden in 1991 ingeschreven als monument historique. Ze omvatten onder meer de grondvesten van de abdijkerk en andere abdijgebouwen, 17de- en 18de-eeuwse hoevegebouwen en de omheiningsmuur.